# Антэй
Антэй (яп. 安貞 антэй) — девиз правления (нэнго) японского императора Го-Хорикава, использовавшийся с 1228 по 1229 год .

## Продолжительность
Начало и конец эры:
- 10-й день 12-й луны 3-го года Кароку (по юлианскому календарю — 18 января 1228);
- 5-й день 3-й луны 3-го года Антэй (по юлианскому календарю — 31 марта 1229).

## Происхождение
Название нэнго было заимствовано из классического древнекитайского сочинения Книга Перемен:「乃終有慶、安貞之吉、応地无疆」.

## События
даты по юлианскому календарю
- 1227 год (1-й год Антэй) [по другим данным, 2-й год Антэй, 1228 год] — монах китайского происхождения Цзиюнь (яп. Дзякуэн, 1207—1299) прибыл в Японию учиться у выдающегося мыслителя Догэна[5];
- 1227 год (1-я луна 1-го года Антэй) — удайдзин и садайдзин Фудзивара-но Кинцугу скончался в возрасте 53 лет[6];
- 1227 год (2-я луна 1-го года Антэй) — император пожаловал Фудзиваре-но Нагако, дочери Коноэ Иэдзанэ, титул «вторая императрица-жена» (тюгу). Она была несколько старше императора, но он сильно привязался к ней[6].

## Сравнительная таблица
Ниже представлена таблица соответствия японского традиционного и европейского летосчисления. В скобках к номеру года японской эры указано название соответствующего года из 60-летнего цикла китайской системы гань-чжи. Японские месяцы традиционно названы лунами.
| 1-й год Антэй (Огненная Свинья) | 1-я луна       | 2-я луна*  | 3-я луна  | 3-я луна* (високосная) | 4-я луна  | 5-я луна* | 6-я луна  | 7-я луна*  | 8-я луна    | 9-я луна   | 10-я луна* | 11-я луна  | 12-я луна*    |
| ------------------------------- | -------------- | ---------- | --------- | ---------------------- | --------- | --------- | --------- | ---------- | ----------- | ---------- | ---------- | ---------- | ------------- |
| Юлианский календарь             | 19 января 1227 | 18 февраля | 19 марта  | 18 апреля              | 17 мая    | 16 июня   | 15 июля   | 14 августа | 12 сентября | 12 октября | 11 ноября  | 10 декабря | 9 января 1228 |
| 2-й год Антэй (Земляная Крыса)  | 1-я луна       | 2-я луна*  | 3-я луна  | 4-я луна*              | 5-я луна* | 6-я луна  | 7-я луна* | 8-я луна   | 9-я луна    | 10-я луна  | 11-я луна* | 12-я луна  |               |
| Юлианский календарь             | 7 февраля 1228 | 8 марта    | 6 апреля  | 6 мая                  | 4 июня    | 3 июля    | 2 августа | 31 августа | 30 сентября | 30 октября | 29 ноября  | 28 декабря |               |
| 3-й год Антэй (Земляной Бык)    | 1-я луна       | 2-я луна*  | 3-я луна* | 4-я луна               | 5-я луна* | 6-я луна* | 7-я луна  | 8-я луна*  | 9-я луна    | 10-я луна  | 11-я луна  | 12-я луна* |               |
| Юлианский календарь             | 27 января 1229 | 26 февраля | 27 марта  | 25 апреля              | 25 мая    | 23 июня   | 22 июля   | 21 августа | 19 сентября | 19 октября | 18 ноября  | 18 декабря |               |

* звёздочкой отмечены короткие месяцы (луны) продолжительностью 29 дней. Остальные месяцы длятся 30 дней.